# José Manso de Velasco

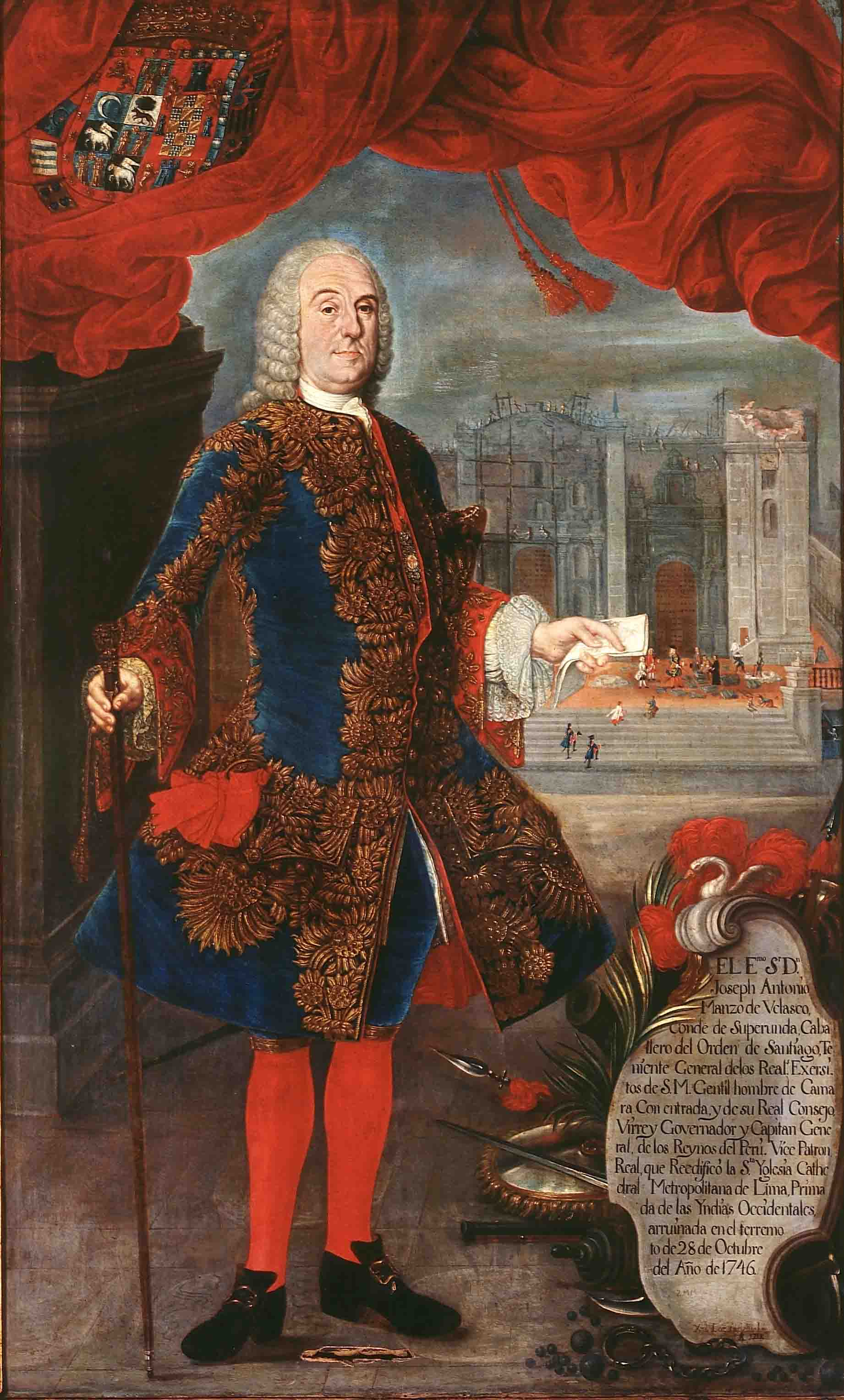
José Antonio Manso de Velasco y Sánchez de Samaniego.

Dom José Antonio Manso de Velasco y Sánchez de Samaniego, 1 º Conde de Superunda, (Torrecilla en Cameros, 1688 – Granada, 6 de maio de 1767) foi um militar e político espanhol que serviu como Governador Real do Chile e Vice-rei do Peru.

## Biografia
Manso de Velasco é filho de Diego Sáenz Manso de Velasco e Ambrosia Sánchez de Samaniego, ambos pertencentes à aristocracia de seu país. Ingressou no exército em 1705, participando da Guerra da Sucessão Espanhola até 1714. Posteriormente participou de expedições para a Sardenha em 1717, Ceuta, em 1720, ao cerco de Gibraltar em 1727, e a reconquista de Orã, em 1732, e também nas guerras da Itália (1733-1736). Obteve no final de sua carreira, o título de brigadeiro-general e o de Cavaleiro da Ordem de Santiago.

## Governador do Chile
Manso de Velasco serviu como governador do Chile de novembro de 1737 até junho de 1744, período no qual ele se destacou por seus inúmeros projetos. Construiu o primeiro mercado de alimentos público em Santiago, canais de irrigação no rio Maipo, bem como um quebra-mar sobre o rio Rio Mapocho, reconstruiu Valdivia (destruída por um terremoto), e celebrou um armistício com os Mapuches, assinado no "Parlamento di Tapihue".

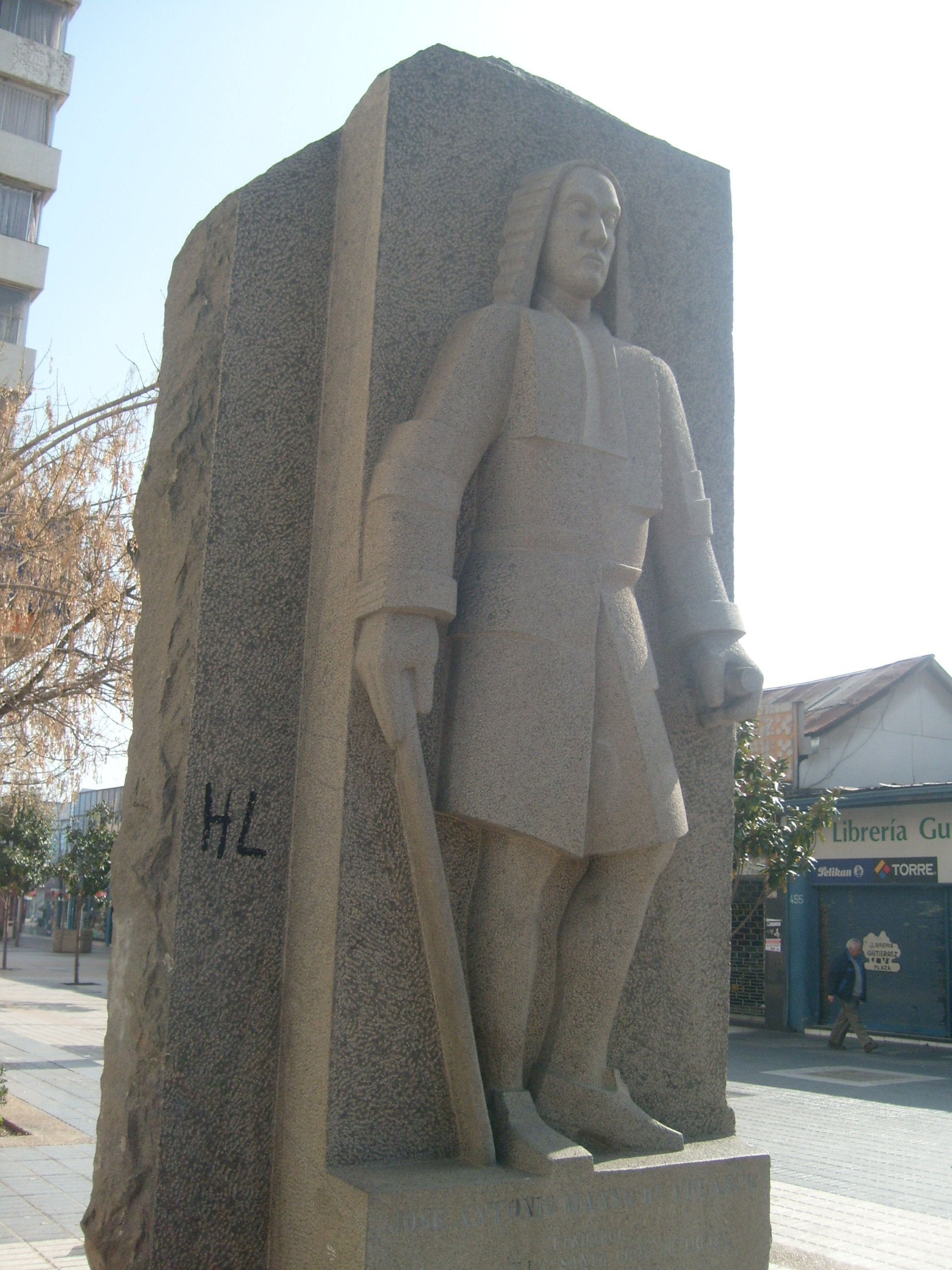
Governador Manso de Velasco.

Também fundou várias cidades chilenas listadas aqui com seu nome atual, o nome antigo e a data de fundação:
- Cauquenes (Nuestra Señora de las Mercedes), 1742
- Copiapó (San Francisco de la Selva), 1744
- Curicó (San José de Buena Vista), 1743
- Melipilla (San José de Logroño), 1742
- Rancagua (Santa Cruz de Triana), 1743
- San Felipe, 1740
- San Fernando (San Fernando de Tinguiririca), 1742
- Talca (San Agustín de Talca), 1742

Sua eficiência e diligência o levou à um posto mais alto, e Fernando VI nomeou-o Vice-rei do Peru em 1745, fazendo dele o primeiro governador do Chile a alcançar a posição.

## Vice-rei do Peru

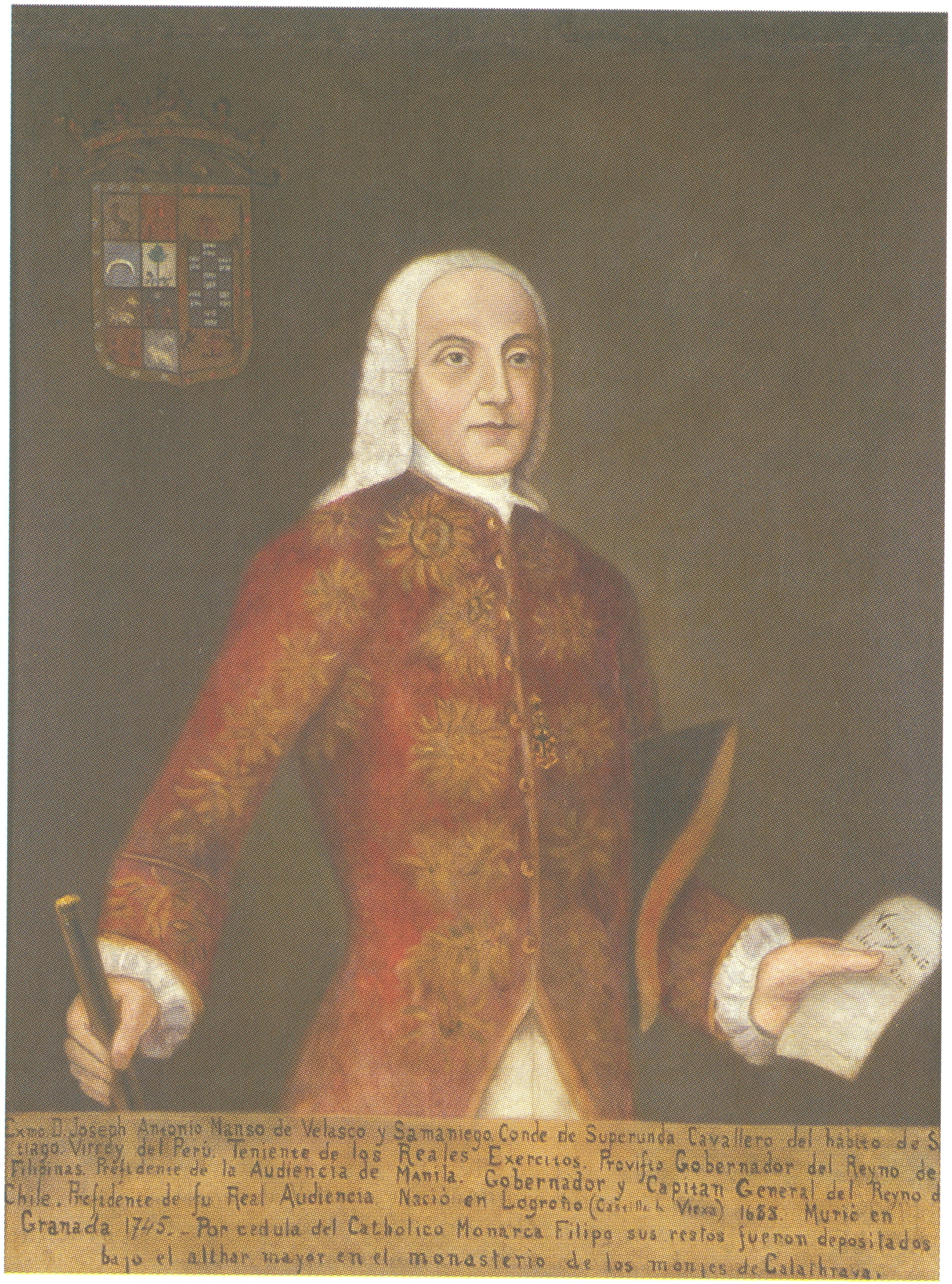
Pintura de José Manso de Velasco, datada após de 1873, autor desconhecido

Manso de Velasco foi o vice-rei do Peru durante o reinado de Fernando VI da Casa de Bourbon, ficando no cargo de 1745 até 12 de outubro de 1761. Ele sucedeu José Antonio de Mendoza e foi substituído por Manuel de Amat y Juniet. O evento mais importante de seu mandato foi o grande terremoto de 1746.

### Terremoto em Lima
Em 28 de outubro de 1746 por volta de 10:30 da noite, um terremoto de grandes proporções atingiu Lima e arredores, resultando em um grande número de mortes. Testemunhas divergem sobre a duração do evento, com relatos que vão de 3 a 6 minutos. A intensidade do terremoto é hoje estimada em 10 ou 11 na escala de Mercalli. As réplicas, às centenas, continuaram durante os dois meses seguintes.
Em Lima a destruição foi grande. Dos 60.000 habitantes, 1.141 morreram. Apenas 25 casas ficaram de pé. Em Callao, um tsunami de cerca de 17 metros de altura penetrou 5 km  em direção ao interior, deixando apenas 200 sobreviventes de uma população de 5.000. O fato de que o terremoto ocorreu durante a noite, provavelmente, contribui para as mortes, pois muitas pessoas foram pegas dormindo em suas casas. Após a catástrofe, a população remanescente sofria de fome e medo.
As técnicas de construção foram modificadas após o sismo, abandonando o uso de tijolos de adobe substituído por técnicas quincha (acácia-a-pique) que permite a construção de edifícios mais flexíveis e, portanto, resistentes à atividade sísmica.
Em 10 de fevereiro de 1747 ele fundou a cidade de Bellavista. Em 30 de maio de 1755 começaram os trabalhos para a construção da Catedral de Lima.

## Últimos dias

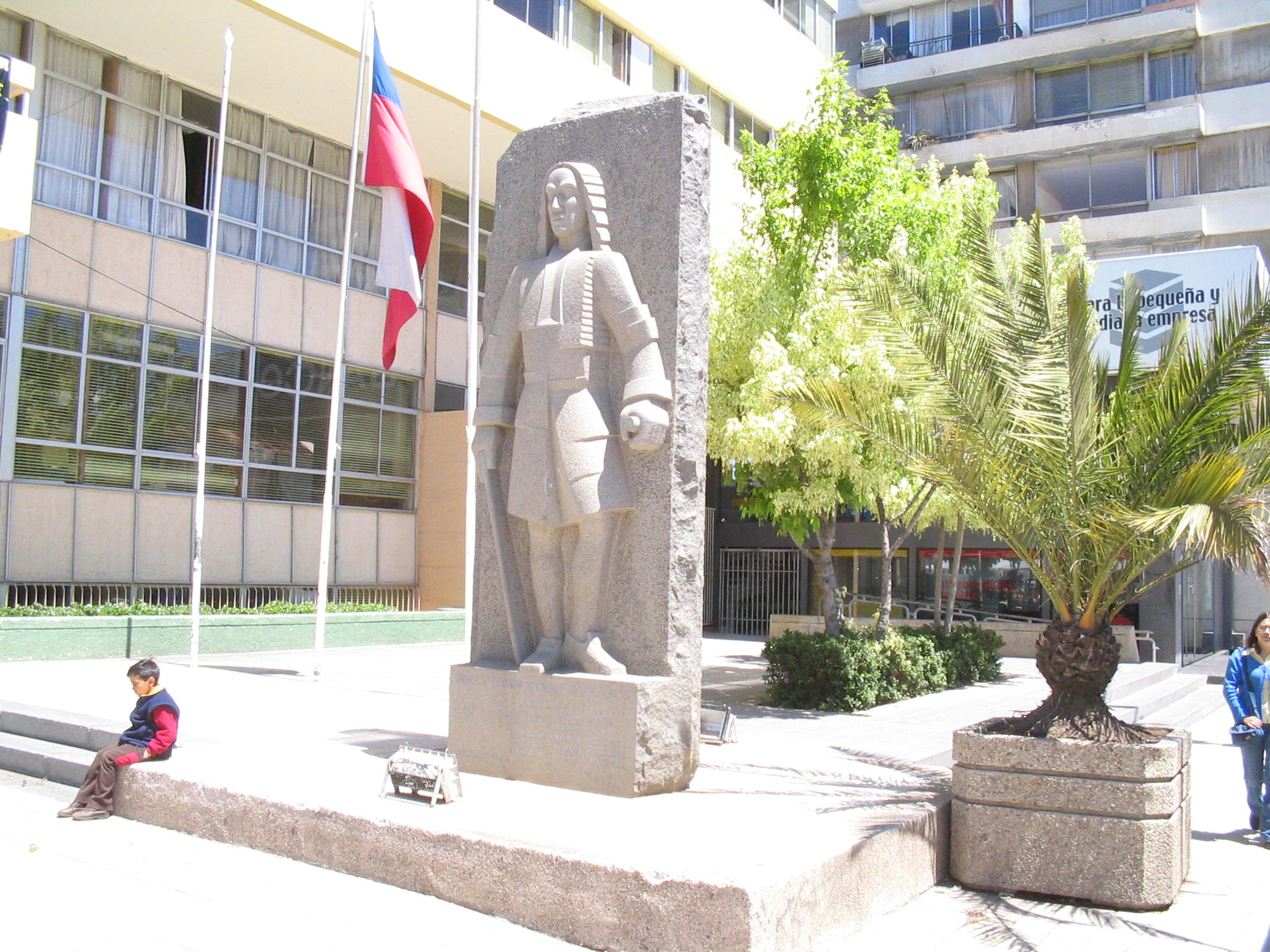
Estátua de José Antonio Manso de Velasco, na cidade de Rancagua.

O já velho e cansado Manso de Velasco pediu permissão para retornar à Espanha, recebeu uma resposta positiva da coroa em 1761. Contudo, a sua viagem de volta o levou próximo ao porto de Havana, na então Capitania-geral de Cuba, no exato momento em que a colônia era atacada pelos ingleses. Os atacantes cercaram o porto, e, Manso de Velasco, nominalmente o mais alto posto militar na área, viu-se nomeado "Chefe do Conselho de Guerra" pelo governador de Cuba. Assim, aos 74 anos, liderou a defesa da cidade fortificada. Infelizmente, as tropas sob seu comando foram mal treinadas e seu equipamento era inferior, de modo que os espanhóis tiveram que se render depois de apenas 67 dias.
Capturado pelos britânicos, ele acabou sendo trazido para Cádis, na Espanha. Lá, devido ao seu cargo de "Chefe do Conselho de Guerra", Manso de Velasco foi responsabilizado pela derrota vergonhosa em Cuba, e foi apresentado a Corte marcial. Sua sentença foi uma "suspensão de 100 anos do serviço militar" e o confinamento na cidade de Granada, onde morreu no ano de 1767 em Priego de Córdoba, onde seus restos mortais estão sepultados na Igreja de San Pedro.